# كيفن مكهيل
كيفن مكهيل (بالإنجليزية: Kevin McHale)‏ (1 أكتوبر 1939 في المملكة المتحدة - ) هو لاعب كرة قدم بريطاني في مركز الوسط. لعب مع نادي كرو ألكساندرا وهدرسفيلد تاون ونادي تشستر سيتي وهاستينغز يونايتد ‏.